# Coluzea faceta
Coluzea faceta is een slakkensoort uit de familie van de Turbinellidae. De wetenschappelijke naam van de soort is voor het eerst geldig gepubliceerd in 1991 door Harasewych.